# Bruce Buck

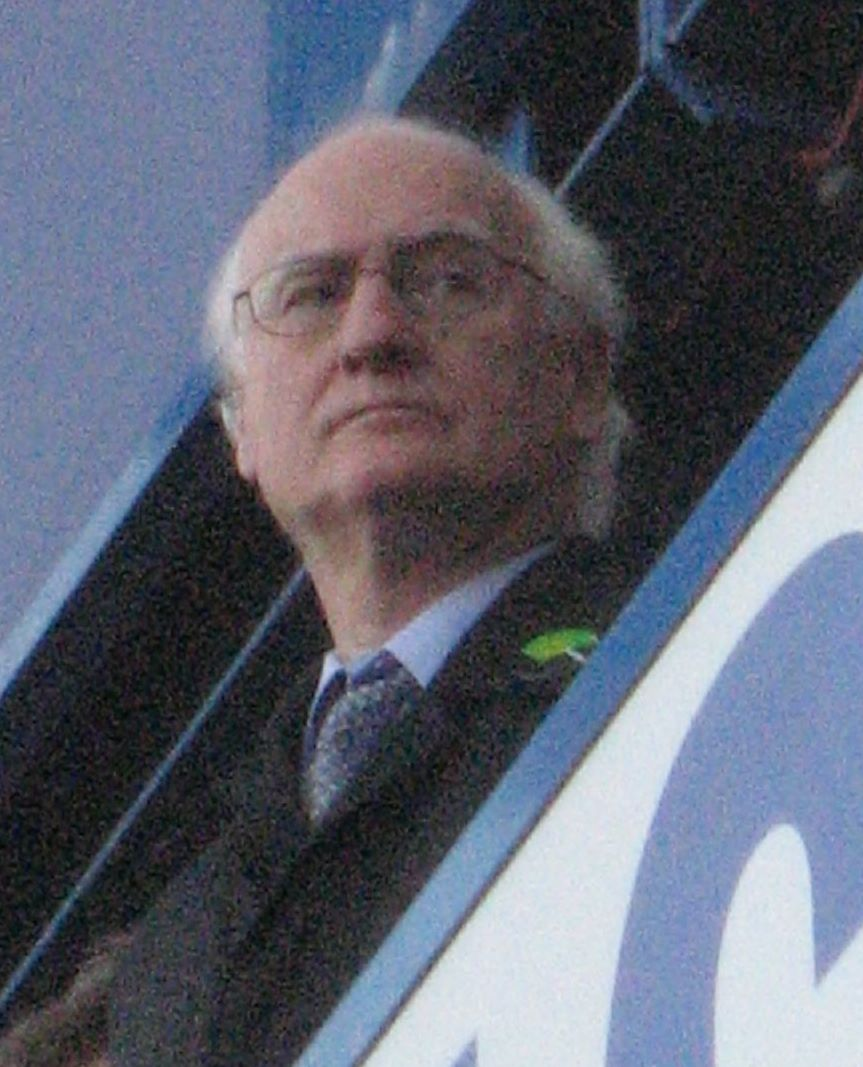
Bruce Buck, ex-presidente do Chelsea.

Bruce Mackie Buck (Nascido em Nova Iorque, Estados Unidos, em 1946) é um advogado e fundador do escritório da firma de advocacia Skadden, localizada em Londres. Ele também foi presidente do Chelsea entre 2003 e 2022. Suas áreas de atuação são as fusões e aquisições europeias, projeto de finanças e mercado de capitais.